# Pojemność powodziowa stała
Pojemność powodziowa stała – pojemność przeznaczona do wykorzystywania przy przechodzeniu fali powodziowej, zawarta między normalnym poziomem piętrzenia a maksymalnym poziomem piętrzenia.
Pojemność powodziowa stała jest wymieniana jako jeden z podstawowych parametrów w dokumentacji wodno-prawnej dotyczącej zbiorników wodnych o funkcjach przeciwpowodziowych, a jest określana w m³.